# Богомољке
Богомољке (Mantodea) су ред инсеката, који броји око 2.300 врста у 430 родова. Ред обухвата 9 фамилија, од којих је најбројнија и најраспрострањенија Mantidae. Богомољкама најсроднији инсекатски редови су термити (Isoptera) и бубашвабе (Blattodea), заједно са којима се убрајају у монофилетски надред Dictyoptera.
Богомољке поседују карактеристичан облик предњих ногу, које приликом чекања плена држе у положају сличном положају руку при молитви. Ова особина им је обезбедила и назив. Сем тога, бојом и обликом тела су вешто камуфлиране, што је још једна од особина које им омогућавају да буду веома успешни грабљивци (предатори).
Богомољке имају дужину тела обично између 40 i 80 mm. Женке су веће од мужјака. Најмање се врсте из фамилије Mantidae у Јужној Америци чија је најмања врста Mantoidea tenuis дуга око 12 mm. Највеће врсте су у фамилијама Toxodera и Ischnomantis и могу бити дугачке 160 mm.
По изгледу богомољке су љупке и необичне, велике и обично зелене, са предњим ногама скупљеним као за молитву. Упркос њиховом мирољубивом ставу богомољке су немилосрдне грабљивице које се хране инсектима, другим бескичмењацима, а исто тако се и узајамно прождиру. Лове искључиво користећи чула вида, те су зато активне само током дана. Њихове крупне и испупчене очи на бочним странама главе, омогућавају двооко виђење (бинокуларни вид) што им омогућава да тачно процењују растојање. Када се усмере на плен, њишу се благо напред и назад као цвет или лист на ветру и окрећу главу (имају покретни врат) према потенцијалној храни. Изненада прелазе у напад, снажно хватајући жртву српасто повијеним предњим ногама наоружаним назубљеним ивицама.
Да би се прикриле од птица и гуштера, богомољке се одлично камуфлирају као лишће и гранчице. Већина живи у тропима, али се могу наћи широм света и цењене су од стране баштована.
Богомољке обављају чудан процес парења у којем женка прождире мањег мужјака. У ствари, женка мора да поједе мужјакову главу да би он могао да направи одговарајуће покрете при парењу. Јаја богомољке полажу збијена у маси и покривају их пенушавим материјалом.

## Етимологија
Назив богомољке mantodea састављен је од старогрчке речи грч. μάντις (mantis) која значи „пророк”, и грч. εἶδος (eidos) која значи „форма” или „врста”. Саставио га је 1838. немачки ентомолог Херман Бурмајстер.

## Распрострањеност и порекло
Богомољке настањују велике делове Европе, јужне Азије, Северну и Јужну Америку, јужну Африку, делове Аустралије и Новог Зеланда, на којем се налазе само две врсте - Orthodera novaezealandiea и увезена афричка врста Miomantis caffra. У Африци, Бушмани су своје божанство звали Кагн, што је иста реч којом описују и богомољке. Пре се сматрало да су поистовећивали Бога са богомољком, иако су тек мислили да је богомољка врста пророчанства.
Богомољке углавном живе у тропским и суптропским крајевима, али има врста које живе и у топлијим умереним крајевима. Најчешћи примерак је европска богомољка (Mantis religiosa), која је распрострањена широм Европе, од Медитерана, преко јужне Немачке и Белгије. У великим деловима северне Европе нема аутотхоних богомољки. Од око 2.300 врста, само 18 њих је аутохтоно на северноамеричком континенту. Европске и кинеске богомољке тако су увезене у 1930-има на североистоку Америке како би помогле у контроли штеточина.
Почетак предака богомљке ставља се негђе у јуру, док је већина модерних врста настало на Гондвани током раздобља креде. Прво грањање модерних богомљки настало је као последица одвајања Јужне Америке од Африке. Остало грањање настало је раздвајањем Гондване. Када је Индија у Тихом океану путовала према северу те се сударила са Азијом, можда је донела богомољке са собом које су извршиле инвазију на Аустралазију. Најстарији познати фосил богомољке пронађен је у Сибиру, у Бајси, те је стар око 135 милиона година, односно на прелазу валангинија и отрива. У Јапану је исто тако пронађен важан фосил стар 87 милиона година, те се наводи као спона између предака богомољки из креде и модерних примерака. Фосили богомољки су ретки, и до 2007. је пронађено тек 25 фосилизованих врста исте.
На темељу молекуларних информација седам гена састављено је филогенетско стабло које указује да се уво предака данашњих богомољки развило пре отприлике 120 милиона година. Стога имају врло стар и сачуван слушни неуролошко-бихевиористички систем. Иако се ултразвучни слух развио код неколико инсеката као одговор на шишмише, њихове природне предаторе, богомољке су развиле такав слух још и пре шишмиша (пре отприлике 63 милиона година) те је вероватно првотно функционисао као облик комуникације, проналаска плена или ради избегавања других предатора. Богомољка је повезана са бубашвабама и термитима, који деле заједничке претке.
Богомљке живе већином скривене међу биљкама, повремено на дну или на врху исте. Њихова насеобина варира од подручја до подручја: неке врсте живе у трави, жбуњу или у цвећу. Део њих опстаје и у екстремнијим условима, као што су северноамеричке пустиње. Богомољке се углавном утопе када дођу у контакт са отвореном водом, јер не знају да пливају.

## Врсте у Србији
У Србији постоје три аутохтоне врсте: Ameles heldreichi - јужна богомољка, Mantis religiosa - обична богомољка и Empusa fasciata - рогата богомољка. 2019. године по први пут у Србији је забележена и алохтона врста Hierodula tenuidentata - џиновска азијска богомољка.

## Изглед
Глава им је троугластог изгледа, помична, с великим избоченим очима, а антене су дуга. Код мужјака су антене дуже него код женки, а користе их за детектирање партнера. Проторакс им је јако продужен и омогућава помицање главе у свим смеровима: једини је инсекат који може главу да окрене за 180 степени. Има одличан вид, али само једно уво, испод свог трбуха. Усни апарат добро развијен са јаким мандибулама. Предњи пар ногу држи уздигнут на начин који подсећа на склопљене руке при молитви, па су по томе названи. Предњим ногама хвата свој плен. На ногама имају хватаљке којима се могу пењати и по стрмим површинама, као што су зидови или стабла, али нису способне да брзо ходају. Тело богомољке обично има зелену, а каткад и смеђу боју.
Богомољка има два велика сложена ока и три мања ока између та два. Око имао и до 10.000 једноставнијих очију или оматидија. Њихово видно поље има широк спектар таласних дужина: ултраљубичасто, 500-400 нанометара; плаво, 400-480 nm; плаво-зелено, 480-500 nm; и жуто, 500-650 nm. Сложеним оком адаптираном мраку врсте Tenodera sinensis доминира јединствена група фоторецептора. Имају највишу тачку осетљивости на 510–520 nm, а најнижу у готово ултраљубичастој регији од око 370 nm. Очи не садрже хомогену популацију сензорних рецептора. Осетљивост на светлост дуже таласне дужине (жуто и црвено) утврђује један рецептор који има највишу тачку осетљивости на 510–520 nm. Осетљивост на светлост краћих таласних дужина (плаво и блиско ултраљубичасто), пак, укључује стимулацију и овог и ултраљубичастог рецептора највише осетљивости на око 370 nm. Њено вертикално бинокуларно видно поље обухвата 240°. Користи сакадичне кретње очију како би пратила кретање плена, и ради процене његове удаљености. 
На предњим ногама има шиљке уз помоћ којих хвата инсекте, те их користи и за ходање. Састоји се од четири до пет сегмента, и завршава са клештима која имаки два врха. Предње ноге одрасле јединке дугачке су између 36 и 56 mm. Стрпљиво вреба непомично сатима у зеленилу чекајући плен, који хвата таквом рефлексном брзином да је то једва видљиво простим оком.
Попут већине инсеката, и овај има два пара крила, која су преклопљена на леђима. Горња, видљива крила потпуно прекривају стражња, имају исту боју као и тело и служе за заштиту стражњих крила, која су пак крхка и састављена од мембране. Раширена стражња крила имају већу површину од предњих. Користе се за краткотрајне летове, али и за застрашивање непријатеља, јер се тако богомољке чине веће. Како би појачала претњу, богомољка повремено користи бесно псикање. Богомољке ретко лете, једино у крајњој нужди као што је пад или претња. Углавном слабо лете па немају посебну вештину маневрисања за разлику од других инсеката. Ако лете, чине то по ноћи, како би избегле непријатеље. Код неких примерака, крила се не развију све до задњег преображења, а код неких се уопште ни не развију. Мужјаци су лакши и стога чешће лете од дебљих женки. Дужина тела им је најчешће између 4 и 8 cm, иако могу да досегну дужину и до 15 cm. Женке су веће од мужјака, те већином имају мање, једноставније очи, као и краће антене. Мужјаци такође имају осам сегмената на трбуху, док женке имају шест. Богомољке живе до највише годину дана.
Мужјаци врсте Parasphendale agrionina изводе маневре избегавања када се стимулишу ултразвуком и када их нападају шишмиши који користе ехолокацију. Међутим, не реагују када стоје на нижим слојевима. Приликом једног врло блиског експеримента са ултразвуком, мужјак је одлетио брзином од готово 4 m/s. Праг за окидање такве реакције код богомољки је 64 dB SPL што указује на то да ови инсекти имају довољно времена да избегну шишмише који користе позиве веће од 85–90 dB SPL (код 10 cm). Богомољке рода Creobroter имају једнаку осетљивост слуха при 2–4 и при 25–50 kHz, док су релативно неосетљиве на фреквенцију од 10–15 kHz.
Анализа четири ганглиона врсте Stagmatopera biocellata (мозак, B; проторакални ганглион, P; средњи ганглион, M; и стражњи ганглион, T) указује да су четири ганглиона исти у саставу протеина, слободних аминокиселина, концентрацији слободног леуцина и концентрацији сваке од 17 аминокиселина везаних протеинима. Стога се B, P, M и T чине као сличне масе нервног ткива.

## Статус угрожености
Само једна врста, шпанска Apteromantis aptera, је на IUCN листи сврстана у LR/NT категорију (скоро угрожен таксон).